# Frederick William Lord
Frederick William Lord (ur. 11 grudnia 1800 w Lyme, zm. 24 maja 1860 w Nowym Jorku) – amerykański polityk, członek Partii Demokratycznej.

## Działalność polityczna
W okresie od 4 marca 1847 do 3 marca 1849 przez jedną kadencję był przedstawicielem 1. okręgu wyborczego w stanie Nowy Jork w Izbie Reprezentantów Stanów Zjednoczonych.